# Amering
Amering är en ort i kommunen Obdach i distriktet Murtal i förbundslandet Steiermark i Österrike. Amering var tidigare en självständig kommun, men blev den 1 januari 2015 en del av kommunen Obdach.
Kommunen bestod av sex orter (Ortschaften) (inom parentes invånarantal 1 januari 2024):

- Amering (408)
- Großprethal (119)
- Kathal in Obdachegg (109)
- Kleinprethal (68)
- Obdachegg (237)
- Sankt Georgen in Obdachegg (71)